# Örtug

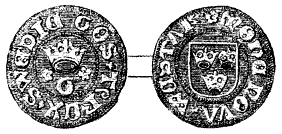
Une pièce d'un örtug frappée à Västerås sous le règne de Gustave Vasa.

L'Örtug est une unité de masse et monétaire utilisée en Scandinavie au Moyen Âge et jusqu'au XVIe siècle, ainsi qu'une monnaie en argent frappée en Suède à partir du XIVe siècle.

## Unité de masse et monétaire
Cette unité s'appelle örtug en suédois et ertog en norvégien. Ce terme pourrait provenir du vieux norrois eyr, cuivre, et tigr, dizaine.
L'unité de masse équivalait à un tiers d'öre, soit un vingt-quatrième de mark, et était elle-même divisée en huit penning, ou 2 fyrk (en).
L'unité monétaire équivalait aussi à un tiers d'öre, soit un vingt-quatrième de mark. À une époque où n'existaient pas de pièces en mark, öre ou örtug, et où la plupart des pièces en circulation étaient des penning, la valeur d'un örtug en penning variait selon les régions et les pays en fonction de la qualité des frappes. Ainsi, il fallait huit penning pour un örtug en Suède centrale (Svealand), seize en Suède méridionale (Götaland), douze à Öland et Gotland, dix en Norvège, dix ou vingt en Islande et dix ou douze au Danemark.

## Pièces de monnaie
Les premières pièces d'un örtug sont frappées en Suède dans la deuxième moitié du XIVe siècle, sous le règne du roi Albert de Mecklembourg. Ces pièces sont d'abord produites à Stockholm et Kalmar, puis également à Västerås et Åbo. Dès l'origine, elles sont ornées des trois couronnes des armoiries royales. Avec Sten Sture le Vieil apparaissent les premières pièces d'un-demi örtug. Des pièces d'un et d'un-demi örtug sont aussi frappées sous le règne de Gustave Vasa entre 1522 et 1534. La production est ensuite interrompue jusqu'en 1589 ou 1590 lorsque Jean III décide d'une nouvelle frappe, qui sera la dernière. 
En 1534, l'unité monétaire suédoise devient le dahler, au taux de 4 marks ou 96 örtugs.
L'örtug est le nom donné à l'unité monétaire de la micronation de Ladonia.

## Source
- (sv) Örtug. Nordisk familjebok (uggleupplagan). Volume 34. 1922. p. 181.